# Ball in der Botschaft
Ball in der Botschaft ist eine US-amerikanische Musicalkomödie aus dem Jahr 1946 von George Sidney mit Walter Pidgeon und José Iturbi in den Hauptrollen. Das Drehbuch basiert auf einer Originalstory von William Kozlenko.

## Handlung
Christine Evans, die fünfzehnjährige Tochter des verwitweten amerikanischen Botschafters in Mexiko Jeffrey Evans, glaubt, dass sie kein junges Mädchen, sondern voll erwachsen ist. Christine ist begierig darauf, sich in der kultivierten Welt der in Mexiko lebenden ausländischen Diplomaten einen Namen zu machen, und ernennt sich selbst zur Organisatorin der gesellschaftlichen Aktivitäten ihres Vaters und übernimmt die Planung einer großen Gartenparty, die er veranstalten wird. Weil er seine Tochter liebt, hat Jeffrey Geduld mit Christines Einmischungen und überlässt ihr die Führung. Gleichzeitig ist Stanley Owen, der junge Sohn des britischen Botschafters in Mexiko und Christines Freund, verblüfft über die plötzliche Veränderung in Christines Verhalten.
Um sicherzustellen, dass die Party in ihrem Haus ein großer Erfolg wird, besucht Christine den Nachtclub, in dem der berühmte Orchesterleiter Xavier Cugat auftritt, und fragt ihn, ob er und seine ungarische Sängerin Toni Karpathy auf der Party ihres Vaters auftreten werden. Cugat nimmt Christines Einladung an, sagt ihr aber, dass Toni nicht bei privaten Veranstaltungen singt. Ohne zu wissen, dass Toni und Jeffrey früher ein Paar waren, schleicht sich Christine in das Haus der Sängerin und bittet sie, auf der Party zu singen. Toni willigt ein, als sie erfährt, dass Jeffrey Gastgeber der Party sein wird. Christine und Stanley besuchen den Pianisten José Iturbi, der gerade seine neue Show probt, und hoffen, dass auch er zustimmt, auf der Party aufzutreten. José hält Christine jedoch für eine der vielen Sängerinnen, die bei ihm vorsingen wollen, und lässt sie ein Lied singen. José ist von Christines Stimme verzaubert und bietet ihr sofort einen Platz bei seinem nächsten Konzert an. Christine erklärt José schließlich den Grund für ihren Besuch, und obwohl er enttäuscht ist, dass sie nicht mit seinem Orchester singen wird, stimmt er zu, auf der Party aufzutreten.
Vor der Party stattet Jeffrey Toni einen heimlichen Besuch ab und die beiden schwelgen in Erinnerungen an ihre Vergangenheit. Jeffrey und Toni entfachen schließlich ihre Romanze neu, Christine wird eifersüchtig. Sie nimmt die Hauptrolle in Josés Show an, aber es kommt zu Komplikationen, als sie seine Freundlichkeit ihr gegenüber mit romantischem Interesse verwechselt. Stanley, eifersüchtig auf Christines Aufmerksamkeiten für José, erzählt Jeffrey, dass Christine sich in José verliebt hat. Jeffrey tut Stanleys Behauptungen zunächst als bloße Eifersucht ab, aber bestimmte Hinweise lassen Jeffrey bald vermuten, dass José und Christine eine Affäre haben könnten. Verwirrt über die Beziehung seiner Tochter zu José versucht Jeffrey mehr darüber herauszufinden, indem er Christines junger Freundin Yvette Baranga einige hypothetische Fragen über die Natur der Schwärmereien von Mädchen für ältere Männer stellt. Ohne dass Jeffrey es weiß, verwechselt Yvette, die in ihn verknallt ist, seine unangenehmen Fragen mit romantischem Interesse. Jeffrey ist erleichtert, als José darauf besteht, dass er und Christine nur Freunde sind. José bricht Christine das Herz, als er ihr sagt, dass er sie so liebt wie seine beiden Enkelkinder.
Im Haus der Evans herrscht große Verwirrung, als Jeffrey von Yvettes Eltern besucht wird, die ihn unbedingt heiraten und ihnen eine Mitgift zahlen sehen wollen. Jeffrey verscheucht schließlich Yvettes Eltern, indem er von ihnen eine Mitgift verlangt. Christine ist verzweifelt und plant, von zu Hause wegzulaufen, bis Jeffrey sie tröstet und ihr sagt, dass es nur menschlich ist, Fehler zu machen und dumm dazustehen. Christine steht später mit José auf der Bühne für ihr Konzertdebüt, an dem Stanley und Jeffrey teilnehmen, mit Toni an seiner Seite.

## Hintergrund
Gedreht wurde der Film vom 28. August bis zum 4. Dezember 1945 in den MGM-Studios in Culver City.
Der Arbeitstitel des Films war Mexican Holiday. Er war Jane Powells erster Film für MGM. Laut einer Pressemeldung aus der Vorproduktion war ursprünglich der Schauspieler Skip Homeier für die Rolle des Stanley Owen vorgesehen. Es wurde auch darauf hingewiesen, dass Hedy Lamarr und Ray Bolger für Rollen vorgesehen waren.
In einer Meldung vom Januar 1946 wurde vermerkt, dass Regisseur George Sidney zusätzliche Szenen mit dem ehemaligen Manager des Baseballteams St. Louis Browns, Fred Haney, in der Rolle eines Baseballkommentators gedreht hatte. Obwohl Haneys Szene für die Eröffnungssequenz vorgesehen war, wurde sie im fertigen Film nicht verwendet.
Laut einem Memo vom August 1945 in der Akte zum Film in der Bibliothek der Academy of Motion Picture Arts and Sciences beschwerte sich die Zensurbehörde (Hays Office) bei Produzent Joe Pasternak, dass der Film Mexikaner nur als Untergebene und Diener darstelle und forderte ihn auf, „einen Weg zu finden, ein paar nette Mexikaner in Ihren Film zu bringen“. Memos in der Akte zeigen auch, dass Pasternak der Bitte des Hays Office nachkam, indem er den Charakter des Jungen, der mit Jane Powell tanzt, von einem französischen Jungen in einen mexikanischen Jungen änderte.
Cedric Gibbons und Jack Martin Smith oblag die künstlerische Leitung. Arthur Krams und Edwin B. Willis waren für das Szenenbild zuständig, Irene Lentz und Arlington Valles für die Kostüme. Verantwortlicher Toningenieur war Douglas Shearer. Warren Newcombe schuf die Spezialeffekte.

## Musik
Folgende Songs wurden im Film gespielt:
- Holiday in Mexico von Ralph Freed und Sammy Fain
- Italian Street Song von Victor Herbert und Rida Johnson Young
- Good Night, Sweetheart von Ray Noble, James Campbell und Reginald Connelly
- Someone to Love von Paul Abraham und Ralph Freed
- Les filles de Cadiz von Léo Delibes und Alfred de Musset
- Yo Te Amo Much – And That's That von Sammy Stept, Ervin Drake, Xavier Cugat und Noro Morales
- The Music Goes Round and Round von Mike Riley, Ed Farley und Red Hodgson
- You, So It's You von Nacio Herb Brown und Earl Brent
- And Dreams Remain von Raul Soler und Ralph Freed
- I Think of You von Jack Elliott und Don Marcotte, basierend auf dem Klavierkonzert Nr. 2 in c-Moll von Sergei Rachmaninow
- Linda Mujer von Rafael Duchesne
- Ave Maria von Franz Schubert
- Czak Egy Szep Lany, ungarisches Volkslied
- Three Blind Mice, englisches Kinderlied

Hinzu kamen folgende Musikstücke:
- Polonaise As-Dur von Frédéric Chopin
- Liebestod aus der Oper Tristan und Isolde von Richard Wagner

Choreograf war Stanley Donen. George E. Stoll war musikalischer Direktor. Einer der Orchesterleiter war Wilbur Schwandt.

## Veröffentlichung
Die Premiere des Films fand am 15. August 1946 in New York statt. In Österreich kam er am 11. November 1949 in die Kinos, in der Bundesrepublik Deutschland am 19. Oktober 1951.

## Kritiken
Der Filmkritiken-Aggregator Rotten Tomatoes hat in einer Auswertung ein Publikumsergebnis von 33 Prozent positiver Bewertungen ermittelt.
Bosley Crowther von der The New York Times bezeichnete den Film als aufwendige und unterhaltsame Show rund um eine brauchbare romantische Komödie. Man könne sagen, das Studio war bei der Produktion dieses zweistündigen Technicolor-Films übermäßig großzügig. Mit etwa dreißig Minuten weniger Laufzeit könnte der erste Teil des Films vorteilhaft gestrafft werden, wodurch die vorhandene Langsamkeit beseitigt werde. Dennoch sei der Film fesselnd, seine gelegentlichen stockenden Schritte werden durch die zarte blonde Schönheit von Ilona Massey und die wunderbar reiche Stimme von Jane Powell, einer jungen Sopranistin, mehr als ausgeglichen.
Das Lexikon des internationalen Films schrieb: „Salonmusik und lateinamerikanische Rhythmen in einer harmlosen Teenager-Komödie vor bunter Postkarten-Kulisse.“